# لایس سوازا

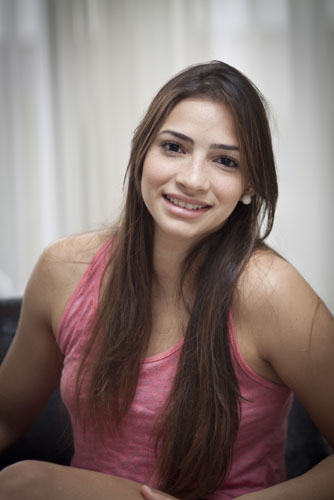
لایس سوازا

لایس سوازا (به انگلیسی: Laís Souza) ژیمناست زادهٔ ۱۳ دسامبر ۱۹۸۸ میلادی اهل برزیل است.